# 11324 Хаямідзу
11324 Хаямідзу (11324 Hayamizu) — астероїд головного поясу, відкритий 30 серпня 1995 року.
Тіссеранів параметр щодо Юпітера — 3,415.